# Prefettura apostolica di Yixian
La prefettura apostolica di Yixian (in latino: Praefectura Apostolica Yihsienensis) è una sede della Chiesa cattolica in Cina. Nel 1949 contava 6.375 battezzati su 800.000 abitanti. La sede è vacante.

## Territorio
La prefettura apostolica comprende parte della provincia cinese dello Hebei.
Sede prefettizia è la città di Yixian.

## Storia
La missione sui iuris di Yixian (Yihsien) fu eretta il 25 maggio 1929 con il breve Cum venerabilis di papa Pio XI; il territorio fu ricavato dai vicariati apostolici di Pechino (oggi arcidiocesi) e di Baoding (oggi diocesi).
Il 9 dicembre 1935 la missione sui iuris è stata elevata al rango di prefettura apostolica con la bolla Si in enascenti dello stesso papa Pio XI.
Poco si conosce della prefettura apostolica di Yixian dopo il ristabilimento dei culti all'inizio degli anni ottanta. Non sembra infatti che la prefettura sia riconosciuta dall'Associazione patriottica cattolica cinese, l'unica Chiesa cattolica legalmente riconosciuta (la legge impone il controllo dello Stato sulla Chiesa cattolica; inoltre la nomina dei vescovi deve essere approvata dal governo).
Il primo vescovo titolare è stato Francesco Zhou Shanfu, in carica dal 1981. Nel 1988 gli è succeduto Pietro Liu Guandong. Alla fine degli anni ottanta Liu Guandong fondò la Conferenza episcopale cinese in comunione con Roma (quindi non riconosciuta legalmente). Essa si riunì per l'unica volta il 21 novembre 1989 eleggendo come presidente monsignor Liu. La reazione del regime fu immediata: Pietro Liu fu prelevato e condotto in un laogai, dove scontò tre anni di detenzione.
Il 2 maggio 1993 moriva il vescovo ausiliare, monsignor Paolo Liu Shuhe, ordinato segretamente vescovo l'8 maggio 1982. Vescovo titolare era ancora Pietro Liu Guandong, che resse la chiesa locale in comunione con Roma fino al 1996. Dopo di lui la Santa Sede non ha più nominato alcun vescovo titolare.
Il successore di Pietro Liu Guandong è stato il vescovo coadiutore Cosma Shi Enxiang, nato nel 1921. Il 13 aprile 2001, all'età di 80 anni, Shi Enxiang è stato arrestato e imprigionato in un luogo segreto. Negli anni si sono susseguite pressanti richieste dei familiari sulla sorte del loro congiunto. Nel gennaio 2015 è giunta la risposta delle autorità, che hanno comunicato che monsignor Shi Enxiang è deceduto. Le autorità non hanno rivelato la data del decesso.
Il 28 ottobre 2013 era deceduto anche il vescovo emerito Pietro Liu Guandong. Dopo la morte di Shi Enxiang, la comunità cattolica in comunione col Papa è rimasta senza guida.

## Cronotassi dei vescovi
Si omettono i periodi di sede vacante non superiori ai 2 anni o non storicamente accertati.
- Tarcisio Martina, C.S.S. † (22 ottobre 1929 - 12 novembre 1961 deceduto)
- Sede vacante
  - Francesco Zhou Shanfu † (1981 - 1988 deceduto)
  - Pietro Liu Guandong † (1988 - 1996 ritirato)
  - Cosma Shi Enxiang † (1996 - gennaio 2015 deceduto)

## Statistiche
La prefettura apostolica nel 1949 su una popolazione di 800.000 persone contava 6.375 battezzati, corrispondenti allo 0,8% del totale.
| anno | popolazione | popolazione | popolazione | presbiteri | presbiteri | presbiteri | presbiteri                | diaconi | religiosi | religiosi | parrocchie |
| anno | battezzati  | totale      | %           | numero     | secolari   | regolari   | battezzati per presbitero | diaconi | uomini    | donne     | parrocchie |
| ---- | ----------- | ----------- | ----------- | ---------- | ---------- | ---------- | ------------------------- | ------- | --------- | --------- | ---------- |
| 1949 | 6.375       | 800.000     | 0,8         | 6          | 6          |            | 1.062                     |         | 8         | 32        |            |